# Drslavice u Uherského Brodu
Drslavice (deutsch Derslawitz, früher Drslawitz) ist eine Gemeinde in Tschechien. Sie liegt fünf Kilometer nordwestlich von Uherský Brod und gehört zum Okres Uherské Hradiště.

## Geographie
Drslavice befindet sich auf einer Terrasse rechtsseitig über der Olšava und wird von dessen Zufluss Holomňa durchflossen. Das Dorf liegt in dem zur Vizovická vrchovina gehörigen Hügelland Prakšická pahorkatina am Rande des gleichnamigen Naturparks. Nördlich erhebt sich der Lhotský kopec (330 m), im Osten die Skákavka (326 m), südlich der Myšince (352 m), im Westen der Milonín (323 m) sowie nordwestlich der Lovisko (349 m) und die Kamenná (303 m). Am südlichen Ortsrand verläuft im Tal der Olšava die Bahnstrecke Brno–Vlárský průsmyk, die nächste Bahnstation ist Hradčovice. Am gegenüberliegenden Ufer führt die Europastraße 50/Staatsstraße I/50 von Brno nach Trenčín vorbei.
Nachbarorte sind Nedachlebice und Částkov im Norden, Grefty und Prakšice im Nordosten, Rubaniska und Újezdec im Osten, Uherský Brod und Havřice im Südosten, Obora und Vlčnov im Süden, Veletiny im Südwesten, Hradčovice im Westen sowie Lhotka im Nordwesten.

## Geschichte
Archäologische Funde belegen eine Besiedlung des Gemeindegebietes während der Bronzezeit. Die erste schriftliche Erwähnung des Ortes erfolgte 1373 im Zusammenhang mit einem Sezema de Dirslawicz, der wahrscheinlich dem westböhmischen Geschlecht von Drslavice entstammte. In der Umgebung gab es ein weiteres Dorf gleichen Namens, das 1417 als Besitz des Artleb von Lipina mit villa Drslawicz minoris (Drslavičky) bezeichnet wurde und später erlosch. Zur Unterscheidung davon wurde das heutige Drslavice 1437 Super villa Drslawicz genannt. Jan von Cimburg, der Drslawicz vor 1463 gekauft hatte, schloss das Gut an seine Herrschaft Brod an. Im Jahre 1509 erwarb Jan von Kunovice die Herrschaft. Der Weinbau in Drslavice ist seit dem 16. Jahrhundert belegt. 1611 verkaufte Jetřich von Kunovice Uherský Brod mit allem Zubehör an Ulrich von Kaunitz. In den Jahren 1605, 1663, 1683 sowie 1704–1705 litt das Dorf unter den Einfällen siebenbürgischer Rebellen und türkischen Kriegsvolkes. Beim schwersten davon wurden im Jahre 1663 31 Einwohner ermordet und zudem 37 Pferde, 31 Rinder und 245 Schafe fortgetrieben. Im Hufenregister von 1676 sind für das Dorf 31 Anwesen ausgewiesen, zwei davon lagen wüst. Im Laufe der Zeit wurde das Dorf als Drslawicze, Drslawitz und Drslawice bezeichnet. Zu den weiteren Besitzern gehörten von 1676 bis 1705 Dominik Andreas I. von Kaunitz, von 1746 bis 1794 Wenzel Anton Graf Kaunitz sowie von 1812 bis 1848 Alois Wenzel von Kaunitz. In der zweiten Hälfte des 18. Jahrhunderts hatte das Dorf knapp 350 Einwohner. Nach dem Josephinischen Toleranzpatent bildete sich Drslavice eine Brüdergemeinde. Im Jahre 1831 brach die Cholera aus. 1843 lebten in den 75 Häusern von Drslavice 390 Menschen. Katholischer Pfarrort war seit eh und jeh Hradčovice. Bis zur Mitte des 19. Jahrhunderts blieb Drslavice immer der Herrschaft Uherský Brod untertänig.
Nach der Aufhebung der Patrimonialherrschaften bildete Drslavice/Drslawitz ab 1850 eine Gemeinde in der Bezirkshauptmannschaft Uherský Brod. Während des Deutschen Krieges schleppten 1866 preußische Truppen erneut die Cholera ein. 1883 entstand in Drslavice ein eigenes Schulhaus. 1888 wurde die Wlarabahn errichtet. Pläne zur Errichtung einer Bahnstation in Drslavice und zum Bau einer Eisenbahn scheiterten mit dem Ausbruch des Ersten Weltkrieges. Auf den Fluren von Drslavice bestanden im Jahre 1900 Weinberge auf einer Fläche von 12 ha. Die verwilderten Weinberge am Myšince ließ Wenzel Robert von Kaunitz nachfolgend zu einem Tiergarten umgestalten und zwischen 1903 und 1905 auf dem Gipfel des Berges im südlichen Kataster der Gemeinde das Schloss Pepčín erbauen. Der Weinbau wurde nach dem Ersten Weltkrieg gänzlich aufgegeben. 1914 wurde die gemeindliche Wassermühle zur Dampfmühle umgebaut. Wenig später kaufte František Otto die Mühle und rüstete sie zur modernsten Anlage in der weiten Umgebung mit elektrischem Antrieb um. Nach der Verstaatlichung der Mühle wurde 1958 der Mühlbetrieb eingestellt. In den 1930er Jahren beabsichtigte Tomáš Baťa die Errichtung einer Strumpfwarenfabrik in Drslavice und verhandelte auch mit den Grafen von Kaunitz über den Kauf des Schlosses Pepčín und des Tiergartens Obora. Nach dessen Tode verfolgte sein Sohn Tomáš John Baťa ab 1932 diese Pläne nicht weiter. Nach der Aufhebung des Okres Uherský Brod wurde die Gemeinde 1960 dem Okres Uherské Hradiště zugeordnet.

## Gemeindegliederung
Für die Gemeinde Drslavice sind keine Ortsteile ausgewiesen. Zu Drslavice gehört die Einschicht Obora.

## Sehenswürdigkeiten
- Kapelle

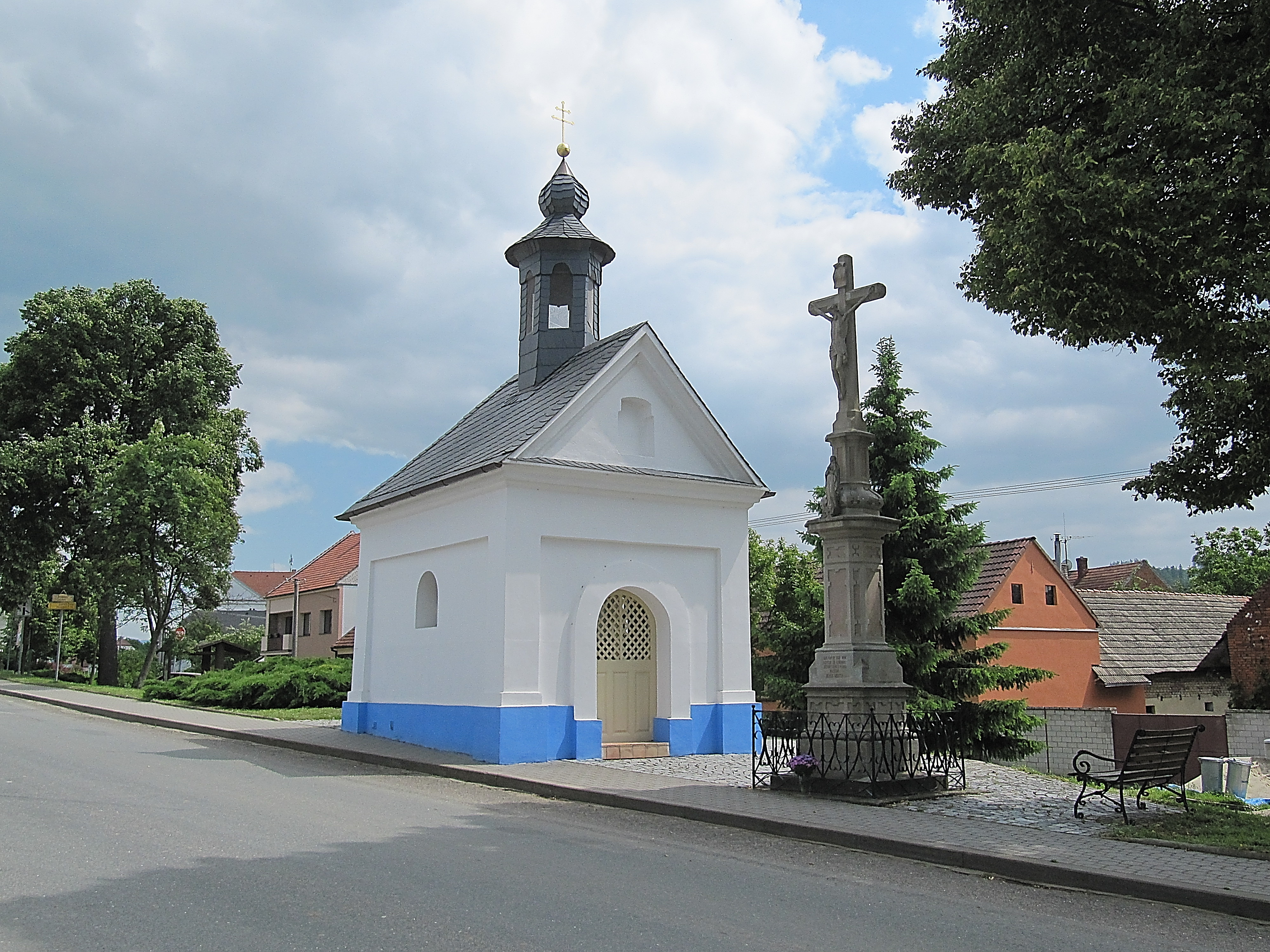
Kapelle

- Statue des hl. Florian, geschaffen 1777
- denkmalgeschützte Obstdarre
- Naturpark Prakšická pahorkatina
- Aussichtsturm Lhotka, am Südhang der Kamenná
- ehemaliges Schloss Pepčín, südlich des Dorfes auf dem Myšince. Das zwischen 1903 und 1905 für Wenzel Robert von Kaunitz errichtete pseudoromanische Bauwerk mit einem hohen fünfstöckigen Rundturm wurde nach dem Zweiten Weltkrieg verstaatlicht und verkam. 1981 war das Schloss durch unterlassene Instandhaltung und Vandalismus der Bewohner der umliegenden Ortschaften in einem solch maroden Zustand, dass es abgebrochen wurde. Der Platz, an dem das Schloss gestanden war, ist heute ein beliebter Veranstaltungsort der umliegenden Gemeinden.
- Naturreservat Vrchové-Chrástě mit Steppenvegetation, am Südhang des Lhotský kopec
- Naturreservat Terasy – Vinohradné, ehemalige Gärten, nördlich des Dorfes

## Söhne und Töchter der Gemeinde
- Adolf Jellinek (1820/21–1891), jüdischer Gelehrter
- Hermann Jellinek (1822–1848), österreichischer Schriftsteller, Journalist und Revolutionär
- Moritz Jellinek (1823–1883), österreichisch-ungarischer Ökonom